# Divadelní spolek Vojan
Divadelní spolek Vojan navazuje na dlouholetou ochotnickou tradici v Libici nad Cidlinou. První písemná zmínka o divadelní činnosti v Libici n. C. pochází z roku 1883. DS Vojan byl založen v únoru roku 1969 a nepřetržitě pracuje dodnes. Pod zakládací listinou je podepsáno 18 členů, z nichž pouze tři zůstali členy dodnes. V současnosti má spolek na 40 členů. Do vínku si dal hrát pohádky pro děti a dospělé bavit kvalitními komediemi.
Od svého založení se zúčastňuje rozličných divadelních přehlídek a soutěží. A to nejen na regionální úrovni, ale i těch nejvyšších. Mezi ně patří Krakonošův divadelní podzim ve Vysokém nad Jizerou (národní přehlídka venkovského divadla), Divadelní Třebíč/Děčín (národní přehlídka činoherního a hudebního divadla) a Popelka Rakovník (národní přehlídka divadla pro děti hraného dospělými). Pochlubit se může i několikanásobnou účastí v hlavním programu Jiráskova Hronova – nejvyšší ochotnické mety v České republice. Od roku 1996 reprezentuje české ochotnické divadlo i v zahraničí.